# 費迪南德·皮耶希
費迪南德·皮耶希（Ferdinand Karl Piëch）（德語發音：[ˈfɛʁdinant ˈpiː.ɛç] ⓘ; 1937年4月17日–2019年8月25日）是一位奧地利裔商業大亨、工程師和高階經理人，曾在1993年至2002年期間擔任福斯集團（Volkswagen Group）董事會主席，並在2002年至2015年期間，擔任福斯集團監事會主席。

## 註記

## 外部連結
- Volkswagen boss denies slush fund knowledge